# 亚美尼亚君主列表
这是历史上的亚美尼亚政权的君主列表，包括古代亚美尼亚王国（公元前336年-公元428年）、中世纪亚美尼亚王国（884年-1045年）、中世纪亚美尼亚小邦（908-1170年）、奇里乞亚亚美尼亚王国（1198-1375年）等等。

## 古代亚美尼亚（公元前521年-公元428年）

### 早期总督（公元前521-401年）
- 海达尔尼斯一世，公元前6世纪末的亚美尼亚总督[1]，为阿契美尼德王朝的大流士一世任命，具有半世袭的性质[2]。
- 海达尔尼斯二世（英语：Hydarnes the Younger），公元前5世纪初的总督。
- 海达尔尼斯三世（英语：Hydarnes (father of Stateira)），公元前5世纪中期的总督[1]。
- 特里图赫梅斯（Terituchmes），公元前5世纪后半叶的总督[1]。

### 奥龙特王朝及无王朝的总督-国王（公元前401年-200年）

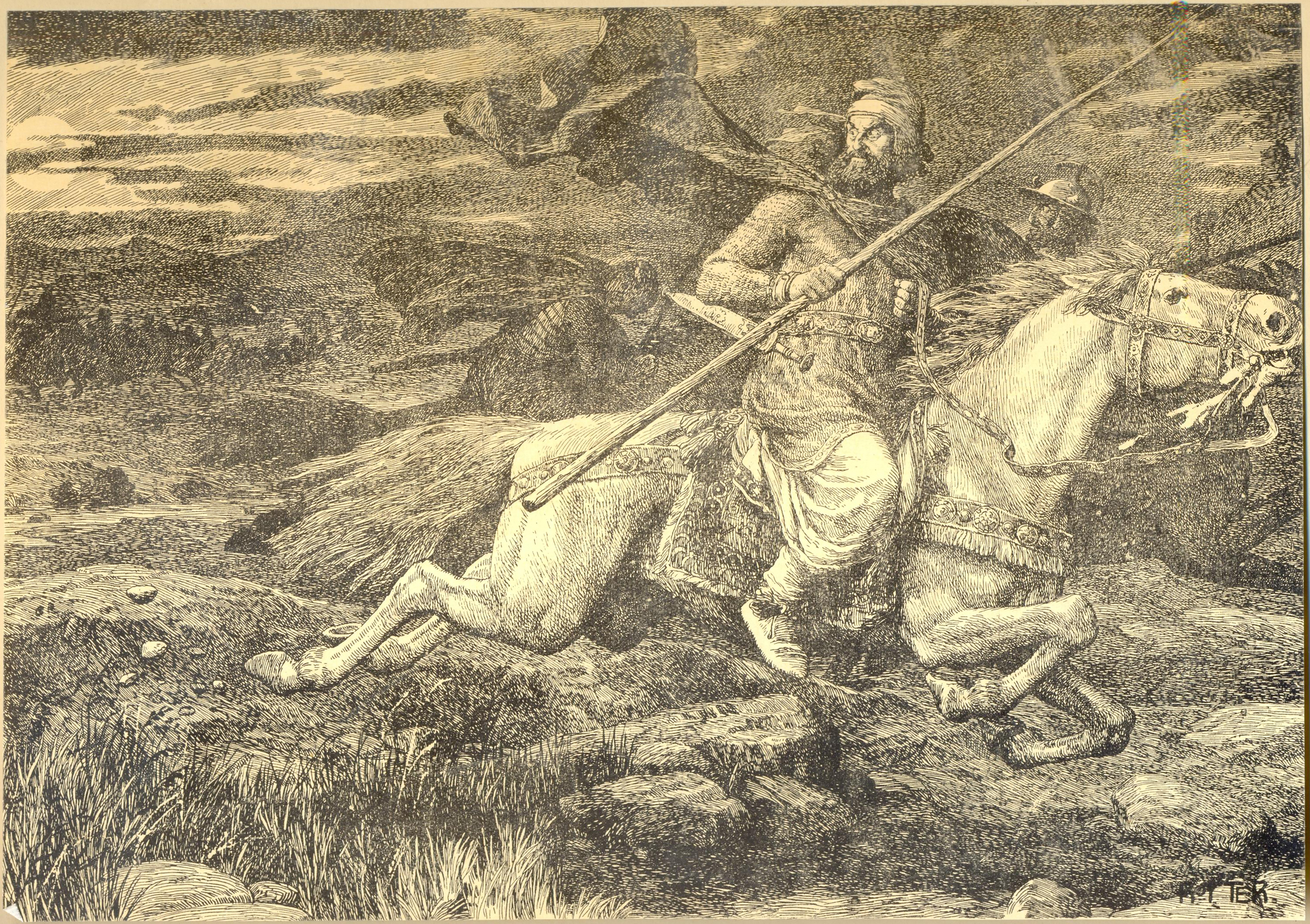
对奥龙特斯四世的现代描绘

- 奥龙特斯一世（英语：Orontes I），公元前401-344年的总督[3]，可能是海达尔尼斯家族的母系后裔[4]。
- 阿尔塔沙塔（后来成为大流士三世），公元前338年前担任亚美尼亚总督（与奥龙特王朝无关）[1]，之后成为波斯国君。
- 奥龙特斯二世（英语：Orontes II），前336-331年的总督[1]，可能是奥龙特斯一世的儿子[5]或孙子[6]。
- 米特雷内斯（英语：Mithrenes），前331-321年的总督[1]，为亚历山大大帝所任命[5]，可能与奥龙特王朝有亲属关系[5]。
- 涅奥托勒莫斯（英语：Neoptolemus (general)），前323-321年的总督，与奥龙特王朝无关[1]。
- 奥龙特斯三世，约前317-260年在位的君主[1]，可能是奥龙特斯二世之子[6]。
- 萨姆斯一世，约前260年在位[3][5]，可能是奥龙特斯三世之子[6]。
- 阿萨姆斯一世, 约前260-前228年在位[1][3]，可能是萨姆斯一世之子[6]。
- 薛西斯，前228-约前212年在位[1]，阿萨姆斯之子[5]。
- 奥龙特斯四世（英语：Orontes IV），前212-200年在位[1]，可能是阿尔萨梅斯之子[6]。

公元前200年塞琉古王朝煽动叛乱推翻了奥龙特王朝对亚美尼亚的统治，其地并入塞琉古王朝，设立了三个“将军”进行统治：阿尔塔克西（大亚美尼亚）、扎里阿德雷斯（索菲内）、米特里达特斯（Mithridates，统治小亚美尼亚），十年后阿尔塔克西重建了亚美尼亚王权。

### 阿爾塔克西亚斯王朝（公元前200年-公元2年）

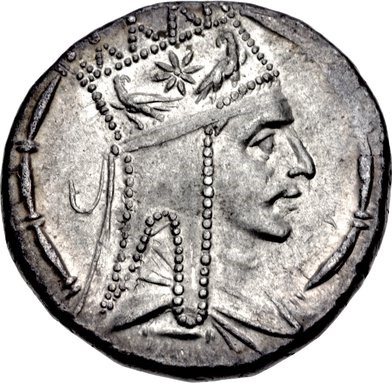
提格兰二世的硬币

- 阿尔塔克西亚斯一世，公元前200-190年为塞琉古王朝任命的“将军”[1]，后称王，前190-前160年在位[7]。他可能属于奥龙特王朝的一个分支[6]。
- 阿尔塔瓦兹德一世（英语：Artavasdes I of Armenia），前160年-前120年在位[7]，阿尔塔克西亚斯一世之子[7]。
- 提格兰一世（英语：Tigranes I），前120年-前95年在位[7]，阿尔塔瓦兹德一世之子[7]。
- 提格兰二世“大帝”，前96/95年-前56/55年在位[8]，提格兰一世之子[7]。
- 阿尔塔瓦兹德二世，前56年-前34[8]或30年[1]在位，提格兰二世之子[8]。
  - 亚历山大·赫利俄斯，克里奥帕特拉与安东尼之子，在亚历山大里亚奉献（前34年）中被册封为亚美尼亚国王，并未实际统治[9]。
- 阿尔塔克西亚斯二世（英语：Artaxias II），前34/30年-前20年[1]，阿尔塔瓦兹德二世之子[1]。
- 提格兰三世（英语：Tigranes III），前20年-前8年在位[1]，阿尔塔瓦兹德二世之子[7]。
- 提格兰四世（英语：Tigranes IV）与埃拉托（英语：Erato of Armenia），前8-前5年共同在位[1]，提格兰三世的儿子与女儿。
- 阿尔塔瓦兹德三世（英语：Artavasdes III of Armenia (5–2 BC)），前5-前2年在位[1]，阿尔塔瓦兹德二世之子[6]。
- 提格兰四世（英语：Tigranes IV）与埃拉托（英语：Erato of Armenia），前2-公元1年再次共同在位[1]。
- 埃拉托，公元1-2年单独在位[1]。

### 罗马与安息竞争时期（公元2-61年）

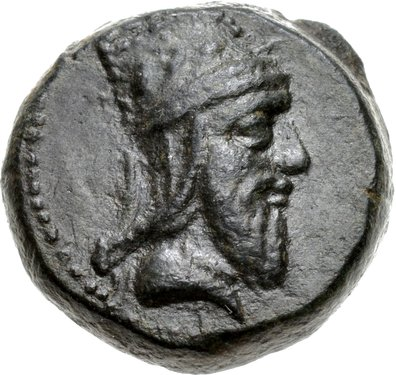
提格兰五世的硬币

这一时期罗马与安息争夺亚美尼亚，双方都迅速拥立、废黜傀儡亚美尼亚国王。
- 阿里奥巴尔扎内斯（英语：Ariobarzanes II of Atropatene），公元2-4年在位[1]，为米底的王公[1]，提格兰二世的母系后代[7]。
- 阿尔塔瓦兹德四世（英语：Artavasdes IV），公元4-6年在位[1]，阿里奥巴尔扎内斯之子。
- 提格兰五世（英语：Tigranes V of Armenia），公元6-12年在位[1]，希律王朝成员[1]。
- 沃诺奈斯，公元12-18年在位[1]，被废黜的安息帝国君主[1]。
- 阿尔塔克西亚斯三世（英语：Artaxias III），公元18-34年在位[1]，本都王国王子[1]。
- 阿尔沙克一世，公元34-35年在位[1]，安息国君阿尔达班二世之子[1]。
- 米特拉达梯（英语：Mithridates of Armenia），公元35-37年在位[1]，伊比利亚国王法拉斯马内斯一世（英语：Pharasmanes I of Iberia）的兄弟[1]。
- 奥罗德斯（英语：Orodes of Armenia），公元37-41年在位，安息国君阿尔达班二世之子。
- 米特拉达梯（英语：Mithridates of Armenia），公元41-52年复位[1]。
- 拉达米斯托斯（英语：Rhadamistus），公元52-54年在位[1]，伊比利亚国王法拉斯马内斯一世（英语：Pharasmanes I of Iberia）之子[1]。
- 梯里达底一世，公元54-58年在位[1]，安息国君沃洛奈斯二世之子[10]。
- 提格兰六世（英语：Tigranes VI of Armenia），公元51-61/62年在位[1]，提格兰五世之侄[5]。

### 阿尔沙克王朝（61-428年）

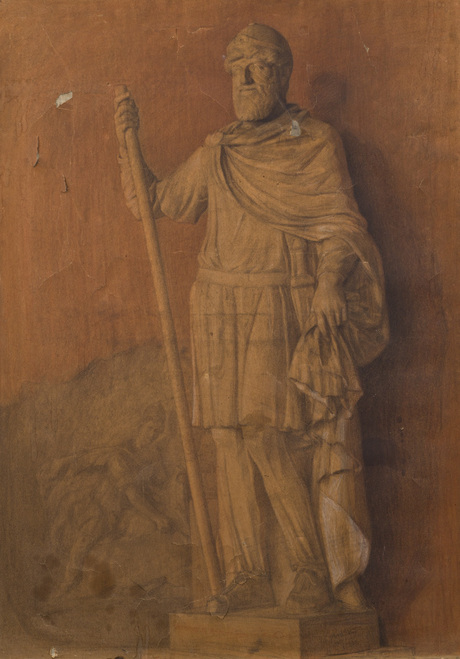
梯里达底一世的雕像

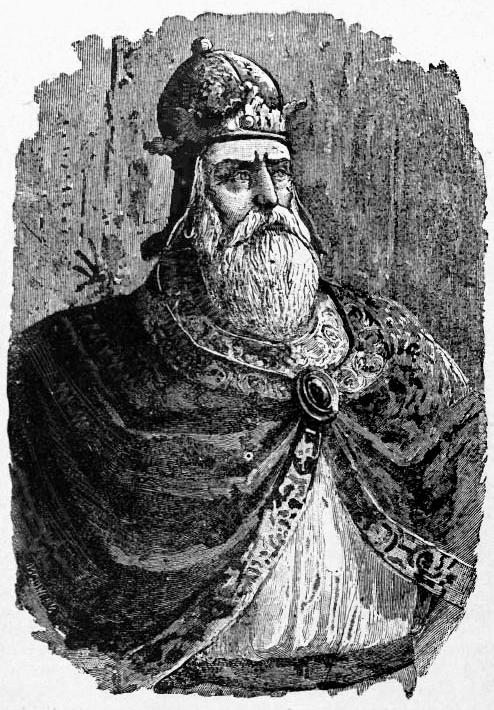
对梯里达底三世的现代描绘

- 梯里达底一世，约61/66年-约75[11]/88年[1]复位。
- 萨纳特鲁克（英语：Sanatruk），约75[11]/88年[1]-约110年在位[11]，可能是梯里达底一世之子[12]。
- 阿克西达雷斯（英语：Axidares of Armenia），约110年-约112年在位[11]，安息君主帕科罗斯二世之子[13]。
- 帕尔萨马斯里斯（英语：Parthamasiris of Armenia），约112-约114年在位[11]，帕科罗斯二世之子[13]。
  - 114-117年中断[11]：亚美尼亚成为罗马帝国的行省[11]。
- 沃洛加塞斯一世（英语：Vologases I of Armenia），117[11]-144年在位[14]，萨纳特鲁克之子[5]。
- 索海穆斯（英语：Sohaemus of Armenia），144-160年在位[14]，有安息与阿契美尼德血统的罗马执政官[5]。
- 帕科鲁斯（英语：Pacorus of Armenia），160-163年在位[11]，安息君主沃洛吉斯四世之子[14]。
- 索海穆斯，164-约180年复位[11]。
- 沃洛吉斯二世，约180-190年在位[11]，沃洛吉斯四世之子，后来成为安息国君，称沃洛吉斯五世。
- 库思老一世，约190-214/216年在位[11]，沃洛吉斯二世之子[5]。
- 梯里达底二世（英语：Tiridates II of Armenia），217-252年在位[11]，库斯老一世之子[5]。
- 霍尔木兹-阿尔达希尔[5]，252/253[5]– 约270年在位，萨珊王朝国君沙普尔一世之子，在萨珊王朝征服亚美尼亚后被册封为王[5]，之后成为萨珊王朝国君，称霍尔木兹一世。
- 纳塞赫，约270年-293年在位[5]，霍尔木兹一世之弟，之后成为萨珊王朝国君[5]。
- 库斯老二世（英语：Khosrov II of Armenia），279/80-287年统治西亚美尼亚[15]，可能是梯里达底二世之子[5]，纳塞赫割地于罗马后被罗马帝国册封[5]。
- 梯里达特，287–298年在位[5]，库斯老二世之弟，最初只是西亚美尼亚之王，纳塞赫继承萨珊王朝君位后成为全亚美尼亚国王[5]。
- 梯里达特三世“大帝” ，298-330年在位[15]，库斯老二世之子，接受基督教[5]。
- 库斯老三世“矮子”（英语：Khosrov III the Small） ，330-338年在位，梯里达特三世之子[16]。
  - 萨内桑（英语：Sanesan），受萨珊王朝支持的阿尔萨息家族争位者，约336年控制亚美尼亚大部[5]。
  - 汉尼拔利安努斯（英语：Hannibalianus），罗马皇帝君士坦丁一世之子，335/36年被罗马册封为亚美尼亚国王，但337年去世，没有实际统治[5]。
- 提兰（英语：Tiran of Armenia）（提格兰七世），338-350年在位[15]，库斯老三世之子[17]。
- 阿尔沙克二世（英语：Arshak II），350-368年在位，提兰之子[15]。
- 帕普（英语：Pap of Armenia），369-374年在位[15]，阿尔沙克二世之子[5]。
- 瓦拉兹达特（英语：Varazdat），374-378年在位[18]，帕普之侄[5]。
- 阿尔沙克三世（英语：Arshak III）（约378-387年在位[18]）与沃洛吉斯三世（英语：Vologases of Armenia）[5]（约378-386年在位），均为帕普之子[5]。

384年，萨珊王朝册封了自己的亚美尼亚国王（库斯老四世），与罗马支持了阿尔沙克三世对抗，亚美尼亚从此分裂，387年沙普尔三世与狄奥多西皇帝签订条约规定亚美尼亚划分为罗马控制的西部王国与萨珊控制的东部王国。

#### 西亚美尼亚国王（387-389年）
- 阿尔沙克三世（英语：Arshak III），387-约389年在位[18]，原来的全亚美尼亚国王[18]。

阿尔沙克三世去世之后，狄奥多西皇帝决定不再册封亚美尼亚国王，终结了西部王国，其土地划为罗马行省。

#### 东亚美尼亚国王（384-428年）
- 库斯老四世（英语：Khosrov IV of Armenia），384-389年在位[18]，可能是瓦拉兹达特之子[5]。
- 瓦拉姆沙普（英语：Vramshapuh），389/401-417年在位[18]，可能是瓦拉兹达特之子[5]。
- 库斯老五世，417-418年在位[18]，可能就是库斯老四世[5]。
- 沙普尔，418-422年在位，萨珊君主伊嗣俟一世之子[5]，后成为萨珊君主，称沙普尔四世。
- 阿尔塔克西亚斯四世（英语：Artaxias IV），422-428年在位[18]， 瓦拉姆沙普之子[1]。

萨珊国君巴赫拉姆五世在亚美尼亚贵族的要求之下于428年废黜了最后一任东部国王阿尔塔克西亚斯四世，其地并入萨珊王朝。

## 亚美尼亚附属君主与小王公（428-824年）

### 萨珊亚美尼亚的马尔兹班（428-646年）

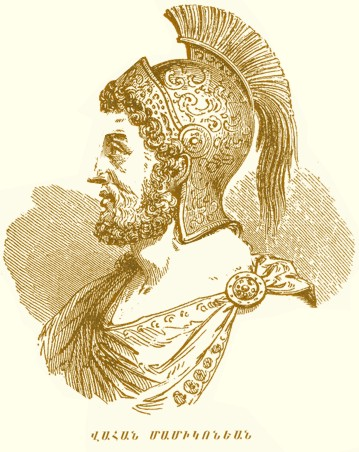
20世纪描绘中的瓦罕一世·玛米科尼安

废黜最后一位亚美尼亚国王后，萨珊王朝设立“马尔兹班”管辖亚美尼亚，马尔兹班可理解为军政长官或副王，第一任马尔兹班是巴赫拉姆五世任命的萨珊将领维·米赫尔·沙普尔。
马尔兹班的列表中有间断，因为历史上有两段时期没有任命马尔兹班，历史记录也有中断。因为萨珊王朝间断性地尝试加强直接控制，马尔兹班常有空缺。
- 维·米赫尔·沙普尔（英语：Veh Mihr Shapur），428-442年在任[1]，萨珊王朝将领。
- 瓦萨克·西维尼（英语：Vasak Siwni），442-451年在任[22]，亚美尼亚贵族。
- 阿杜尔·霍尔木兹（Adhur Hormizd），？-465年在任。
- 阿杜尔·古什纳斯普（英语：Adhur Gushnasp），465-482年在任。
- 萨哈克二世·巴格拉图尼（英语：Sahak II Bagratuni），482-483年自称马尔兹班的叛乱领袖[22]，亚美尼亚贵族。
- 瓦罕一世·玛米科尼安（英语：Vahan I Mamikonian），485-505/510年的自治马尔兹班[22]，亚美尼亚贵族。
- 瓦尔德·玛米科尼安（英语：Vard Mamikonian），505/510-509/514年的自治马尔兹班[22]，亚美尼亚贵族。
- 梅哲兹一世·格鲁尼（英语：Mjej I Gnuni），518-548年在任[22]，亚美尼亚贵族。
- 菲利普·西维尼（Philip Siwni），574-576年在任[22]，亚美尼亚贵族。
- 穆谢格二世·玛米科尼安（英语：Mushegh II Mamikonian），591年左右在任[22]，亚美尼亚贵族。
- 瓦拉兹提洛茨二世·巴格拉图尼（英语：Varaztirots II Bagratuni），628-631年后在任[22]，亚美尼亚贵族。

萨珊王朝被拜占庭帝国打败，亚美尼亚转入拜占庭帝国势力范围，并面临阿拉伯人入侵。

### 亚美尼亚首席王公（628–884年）

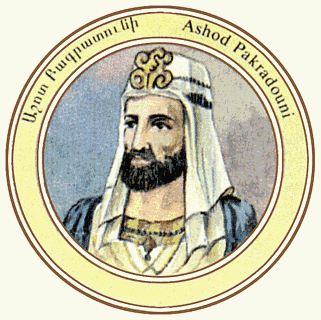
对阿硕特五世·巴格拉图尼的现代描绘，他是最后一任“首席王公”，之后自己称王，恢复了亚美尼亚王国

这一头衔6世纪由拜占庭帝国创立，用以将亚美尼亚贵族笼络到自己一边，对抗萨珊王朝。 之后几个世纪中，亚美尼亚首席王公在拜占庭帝国与哈里发国之间摇摆不定，基本保持自治，并向一方进贡称臣，已知的第一个首席王公是梅哲兹二世·格鲁尼，7世纪初由拜占庭帝国任命。
- 梅哲兹二世·格鲁尼（英语：Mjej II Gnuni）,628-635年在任（拜占庭帝国任命）[22]。
- 大卫·萨哈鲁尼（英语：David Saharuni），635–638年在任（拜占庭帝国任命）[22]。
- 狄奥多尔·莱什图尼（英语：Theodore Rshtuni），638–约645年在任（拜占庭帝国任命）[22]。
- 瓦拉佐提罗茨二世·巴格拉图尼（英语：Varaztirots II Bagratuni），约645年在任 （拜占庭帝国任命）[22]。
- 狄奥多尔·莱什图尼（复位），645–653年在任（拜占庭帝国任命）,653-655年在任（正统哈里发任命）[22]。
- 穆谢格四世·马米科尼安（Mushegh IV Mamikonian），654年在任（拜占庭帝国任命）[22]。
- 哈马扎斯普四世·马米科尼安（英语：Hamazasp IV Mamikonian），655–657年（正统哈里发任命），657–658年在任（拜占庭帝国任命）[22]。
- 格里戈尔一世·马米科尼安（英语：Grigor I Mamikonian），662–684/685年在任（倭马亚王朝任命）[22]。
- 阿硕德二世·巴格拉图尼（英语：Ashot II Bagratuni），686–689/690年在任（倭马亚王朝任命）[22]。
- 内尔塞斯·卡姆萨拉坎（英语：Nerses Kamsarakan），689/690–691年在任（拜占庭帝国任命）[22]。
- 斯姆巴德六世·巴格拉图尼（英语：Smbat VI Bagratuni），691–697年、700–711年在任（拜占庭帝国任命）, 697–700年在任（倭马亚王朝任命）[22]。
- 阿硕德三世·巴格拉图尼（英语：Ashot III Bagratuni）“盲人”，732–748年在任（倭马亚王朝任命）[22]。
- 格里戈尔二世·马米科尼安（Grigor II Mamikonian），748–750年在任（倭马亚王朝任命）[22]。
- 穆谢格六世·马米科尼安（英语：Mushegh VI Mamikonian），约750年在任，反叛贵族领袖[22]。
- 萨哈格三世·巴格拉图尼（英语：Sahak III Bagratuni），约755–761年在任（阿拔斯王朝任命）[22]。
- 斯姆巴德七世·巴格拉图尼（英语：Smbat VII Bagratuni），761–772年在任（阿拔斯王朝任命）[22]。
- 塔察特斯·安哲瓦齐（英语：Tatzates），780–782/785年在任（阿拔斯王朝任命）[22]。
- 阿硕德四世·巴格拉图尼（英语：Ashot Msaker）“食肉者”，806–826年在任（阿拔斯王朝任命）[22]。
- 斯姆巴德八世·巴格拉图尼（英语：Smbat VIII Bagratuni）“坚信者”，826–855年在任（阿拔斯王朝任命）[22]。
- 巴格拉德二世·巴格拉图尼（英语：Bagrat II Bagratuni），830–852年在任（阿拔斯王朝任命）[22]。
- 阿硕德五世·巴格拉图尼（英语：Ashot I of Armenia）“伟大者”，856–884年在任（阿拔斯王朝任命），884年成为亚美尼亚国王[22]。

## 亚美尼亚王国恢复（884-1045年）

### 巴格拉图尼王朝（884-1045年）

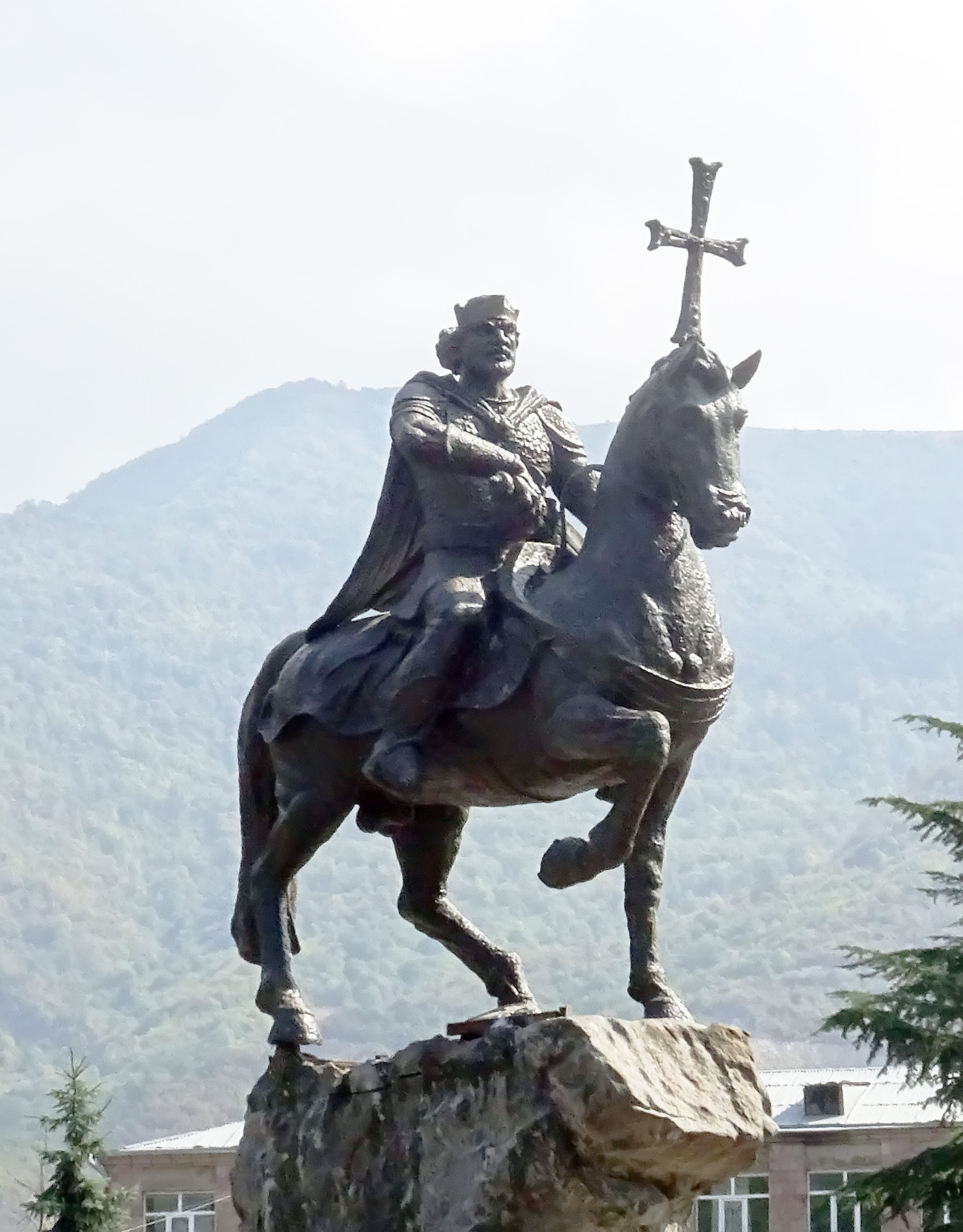
Statue of Ashot II

四个多世纪后，此前就曾多次出任首席王公的巴格拉图尼王朝的王公重建了亚美尼亚王国，他们获得其他贵族家族的支持，884年，巴格拉图尼王国阿硕德五世被众贵族拥戴为王，拜占庭皇帝巴西尔一世与哈里发穆阿台米德都授予他王冠。
- 阿硕德一世（英语：Ashot I of Armenia）“伟大者”，884-890年在位[1]，之前为首席王公。
- 斯姆巴德一世（英语：Smbat I of Armenia）“殉教者”，890-913年在位[1]，阿硕德一世之子。
- 阿硕德二世“钢铁”，914-928年在位[1]，斯姆巴德一世之子。 
  - 巴加兰的阿硕德（Ashot of Bagaran），约915-920年在位[1]，优素福·本·阿比勒-萨吉（英语：Yusuf ibn Abi'l-Saj）拥立的争位者。
- 阿巴斯一世（英语：Abas I of Armenia），928-953年在位[1]，斯姆巴德一世之子。
- 阿硕德三世（英语：Ashot III of Armenia）“仁慈者”，953-977年在位[1]，阿巴斯一世之子。
- 斯姆巴德二世（英语：Smbat II of Armenia）“征服者”，977-989年在位[1]，阿硕德三世之子。
- 加吉格一世（英语：Gagik I of Armenia），989-1017/1020年在位[1]，阿硕德三世之子。
- 斯姆巴德三世（英语：Hovhannes-Smbat III of Armenia），1017/1020-1040/1041年在位（在阿尼）[1]，加吉格一世之子。
- 阿硕德四世（英语：Ashot IV of Armenia）“勇敢者”，1017/1020-1040/1041年在位（在塔林）[1]，加吉格一世之子。
- 加吉格二世（英语：Gagik II of Armenia），1042-1045年在位[1]，阿硕德四世之子。

1045年拜占庭皇帝君士坦丁九世占领亚美尼亚国都阿尼，废黜亚美尼亚国王，其地并入帝国。

### 较小的中世纪亚美尼亚人邦国

#### 瓦斯普拉坎的阿尔茨鲁尼王朝（908-1021年）
阿尔茨鲁尼家族是统治瓦斯普拉坎的地方王公，原本服从于巴格拉图尼王朝，但因为亚美尼亚国王斯姆巴德一世剥夺了他们的部分领地，他们开始反叛，之后于908年，瓦斯普拉坎成了阿尔茨鲁尼王朝统治的独立王国，阿拔斯王朝哈里发承认了他们的国王地位。
- 加吉格一世·阿尔茨鲁尼（英语：Gagik I Artsruni），908[23]-937/943年[1]在位。
- 德雷尼克-阿硕德·阿尔茨鲁尼（英语：Derenik-Ashot of Vaspurakan），937/943–953年在位[1]，加吉格一世之子[24]。
- 阿布萨赫勒-哈马扎斯普·阿尔茨鲁尼（英语：Abusahl-Hamazasp of Vaspurakan），953–969/972年在位[1]，加吉格一世之子[22]。
- 阿硕德-萨哈格·阿尔茨鲁尼（英语：Ashot-Sahak of Vaspurakan），969/972–991年在位[1]，阿布萨赫勒-哈马扎斯普之子[22]。
- 古尔根-哈齐克·阿尔茨鲁尼（英语：Gurgen-Khachik of Vaspurakan），991–1003年在位[1]，阿布萨赫勒-哈马扎斯普之子[22]。
- 塞内克里姆-霍夫汗内斯·阿尔茨鲁尼（英语：Senekerim-Hovhannes Artsruni），1003–1021年在位[1]，阿布萨赫勒-哈马扎斯普之子[22]。

面对塞尔柱入侵的威胁，瓦斯普拉坎的最后一位国王塞内克里姆-霍夫汗内斯于1021年将国家割给拜占庭帝国。

#### 万纳德的巴格拉图尼王朝（961-1065年）
万纳德王朝是巴格拉图尼王朝分封的附庸国，由家族的支系统治。
- 穆谢格（Mushegh），961/962–984年在位[1]，亚美尼亚国王阿巴斯一世之子[22]。
- 阿巴斯一世（Abas I），984–1029年在位[1]， 穆谢格之子[22]。
- 加吉克-阿巴斯二世（Gagik-Abas II），1029–1065年在位[1]，阿巴斯一世之子[22]，1045年巴格拉图尼王朝灭亡后自称全亚美尼亚之王[25]。

1065年，加吉克-阿巴斯二世将万纳德割给拜占庭帝国。

#### 塔什尔-德佐拉格特的基乌里克王朝（982-约1145年）

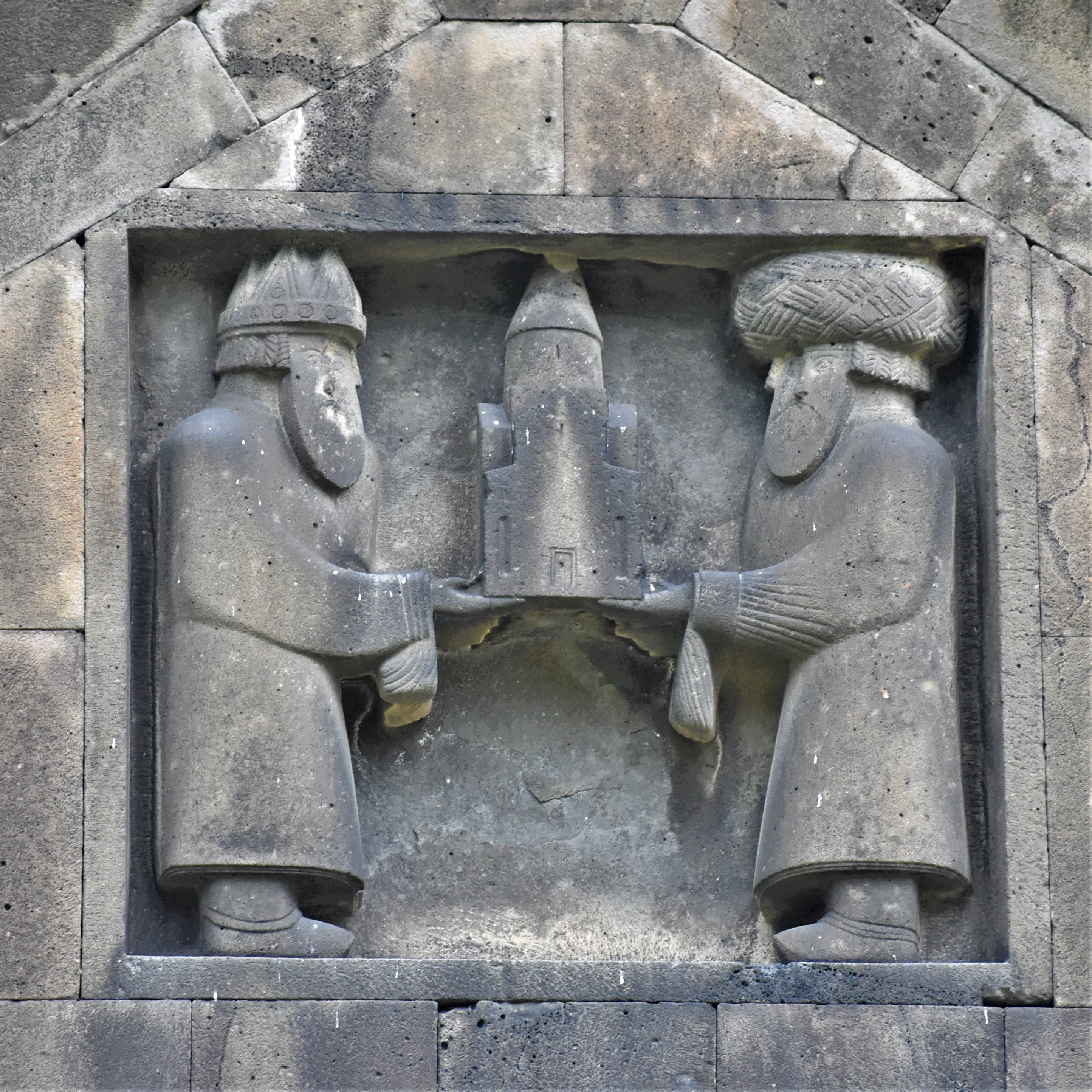
塔什尔-德佐拉格特的基乌里克一世（左）与亚美尼亚的斯姆巴德二世（右）

塔什尔-德佐拉格特王国是982年亚美尼亚国王阿硕德三世的幼子基乌里克一世建立的附庸国家，之后王国由他的后代统治，多数时间中，其首都都是洛里堡垒。
- 基乌里克一世（英语：Kiurike I），982-989年在位[22]，亚美尼亚国王阿硕德三世之子[22]。
- 大卫一世（英语：David I Anhoghin）“无地王”，989-1046/1048年在位[22]，基乌里克一世之子[22]。
- 基库里克二世（英语：Kiurike II of Lori），1046/1048-1081/1089年在位[22]，大卫一世之子[22]。
- 大卫二世（英语：David II of Lori）与阿巴斯（Abas），约1089年-约1145年[26]，基库里克二世之子[26]。

1081/1089年，塔什尔-德佐拉格特大部被塞尔柱突厥人征服。12世纪初，又一次征服使得大卫二世与阿巴斯仅剩下马克纳贝尔德（Macnaberd）堡垒，1145年左右被彻底征服，不过基乌里克家族的一些成员可能此后仍控制着该区域的一些堡垒与居民点。

#### 休尼克的西维尼王朝（970-1170年）
970年，休尼亚家族的王公斯姆巴德·萨哈格建立了独立的休尼克王国。
- 斯姆巴德一世·萨哈格（Smbat I Sahak），970–998年在位[15]。
- 瓦萨克（Vasak），998–1019年在位[15]，斯姆巴德一世之子[22]。
- 斯姆巴德二世（Smbat II），1019[22]–1044年在位[27]，瓦萨克的堂亲[22]。
- 格里戈尔一世（Grigor I）, 1044–1084年在位[27]，斯姆巴德二世之兄弟[22]。
- 塞内克里姆·塞瓦迪安（Senekerim Sevadian），1084–1094年在位[27]， 格里戈尔一世的养子[22]。
- 格里戈尔二世（Grigor II），1094–1166年在位[27]，塞内克里姆之子[27]。
- 格拉卡尔的哈桑（Hasan of Gerakar），1166–1170年在位[27]，格里戈尔二世的女婿。

1170年，休尼克王国被塞尔柱突厥人征服。

## 奇里乞亚亚美尼亚王国（1080-1375年）
因塞尔柱入侵而逃离家乡的亚美尼亚人在奇里乞亚建立了自己的政权，最初由巴格拉图尼王朝的分支鲁本王朝统治，一开始其土地还很有限，但他们与西方十字军合作，逐渐占据整个奇里乞亚，并于1198年在神圣罗马帝国的认可下称王。奇里乞亚亚美尼亚的国王实际自称“亚美尼亚国王”。

### 鲁本王朝（1080-1252年）
- 魯本一世，1085-1095年的王公[22]。

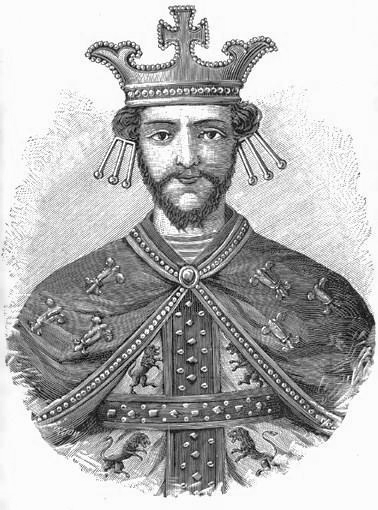
19世纪描绘的莱翁一世

- 君士坦丁一世，1095-1099年的王公[22]，鲁本一世之子[22]。
- 多罗斯一世（英语：Thoros I, Prince of Armenia），1100-1120年的王公[22]，康斯坦丁一世之子[22]。
- 莱翁一世，1129-1138年的王公[22]，康斯坦丁一世之子[22]。
  - 1138–1145年中断，奇里乞亚被拜占庭帝国占领[22]。
- 多罗斯二世（英语：Thoros II, Prince of Armenia），1145-1169年的王公[22]，莱翁一世之子[22]。
- 鲁本二世（英语：Ruben II, Prince of Armenia），1169-1170年的王公[22]，多罗斯二世之子[22]。
- 姆莱赫（英语：Mleh, Prince of Armenia），1170-1175年的王公[22]，莱翁一世之子[22]。
- 鲁本三世（英语：Ruben III, Prince of Armenia），1175-1186年的王公[22]，莱翁一世之孙[22]。
- 萊翁二世“伟大者”，1186-1198年为王公，1198-1219年为国王（萊翁一世）[22]，鲁本三世之弟[22]。
- 扎贝尔（英语：Isabella, Queen of Armenia），1219-1252年在位，莱翁一世之女[22]。
- 安条克的菲利普（英语：Philip of Antioch），1222-1224年在位，扎贝尔的丈夫、共治者[22]。

### 海屯王朝（1252-1341年）

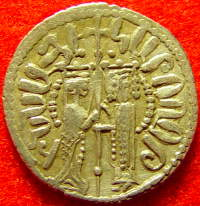
有扎贝尔与海屯一世像的硬币

海屯王朝通过与鲁本王朝的扎贝尔联姻而得到了王位，在扎贝尔死后，其父海屯一世成为单独统治者，并把王位传给后代。
- 海屯一世，1226-1269年在位[22]，扎贝尔的第二任丈夫[22]。
- 萊翁三世，1269-1289年在位[22]，海屯一世与扎贝尔之子[22]。
- 海屯二世，1289-1293年在位，莱翁三世之子[22]。
- 多罗斯三世（英语：Thoros III of Armenia），1293-1294年在位[22]，莱翁二世之子[22]。
- 海屯二世（复位），1294-1296年在位[22]。
- 斯姆巴德一世（英语：Smbat I Hetumian），1296-1298年在位[22]，莱翁二世之子[22]
- 康斯坦丁一世（英语：Constantine I, King of Armenia），1298-1299年在位[22]，莱翁二世之子[22]
- 海屯二世（再次复位），1299-1305年在位[22]。
- 莱翁三世（英语：Leo III of Armenia），1305-1308年在位[22]，多罗斯三世之子[22]。
- 奥辛（英语：Oshin, King of Armenia），1308–1320年在位,[22] 莱翁二世之子[22]。
- 莱翁四世（英语：Leo IV of Armenia），1320-1341年在位[22]，奥辛之子[22]。

### 吕西尼昂王朝与内吉尔王朝（1341-1375年）

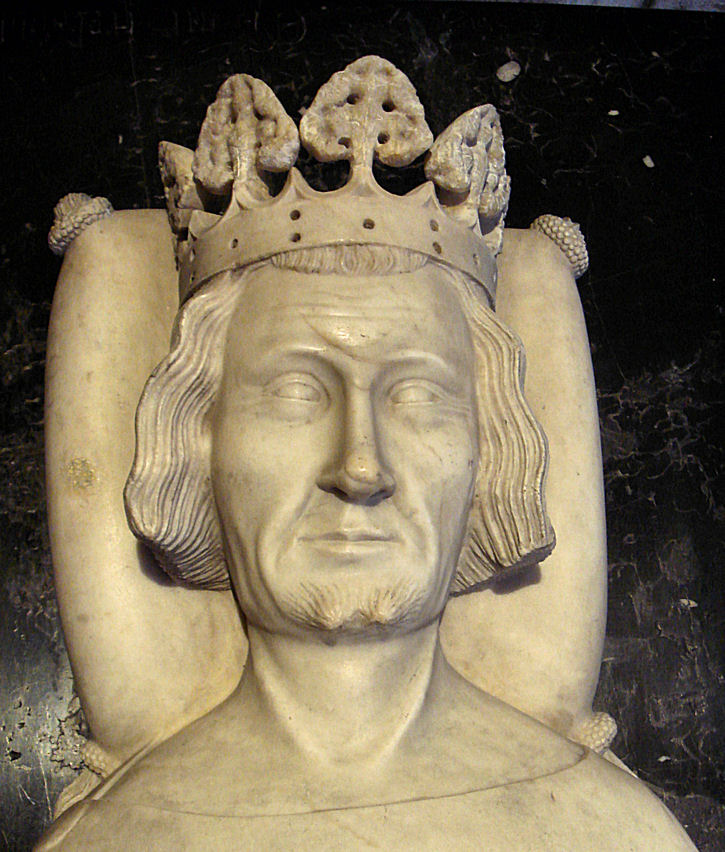
最后一位亚美尼亚国王莱翁五世的石棺像。

莱翁四世1341年死后，王国贵族选举其表亲吕西尼昂的居依为国王，称康斯坦丁二世，开启了吕西尼昂王朝的统治，仅三十多年后，奇里乞亚亚美尼亚王国被马穆鲁克苏丹国消灭。 
- 康斯坦丁二世（英语：Constantine II, King of Armenia），1342-1344年在位[22]，莱翁四世的表亲[22] 与指定继承人[31]。
- 康斯坦丁三世（英语：Constantine III of Armenia），1344-1363年在位[22]，为亚美尼亚贵族拥立[31]，海屯一世的侄孙（属内吉尔王朝）。
- 莱翁“篡位者”，1363-1365年在位[31][32]，血统未知，夺取王权两年后退位[31]。
- 康斯坦丁四世（英语：Constantine IV of Armenia），1365-1373年在位[22]，康斯坦丁三世的堂亲（属内吉尔王朝）[22]。 
  - 塞浦路斯国王皮埃尔，1368年部分亚美尼亚贵族邀请他统治亚美尼亚，但1369年他在准备进攻时去世[22][31]。
- 克里克斯的玛丽（英语：Marie of Korikos），1373-1374年摄政[31]，康斯坦丁三世与康斯坦丁四世的遗孀，在商议新王人选期间摄政[31]。
- 莱翁五世（英语：Leo V of Armenia），1374-1375年在位[31]，康斯坦丁二世的侄子（属吕西尼昂王朝）[22]。

## 王位宣称者

### 吕西尼昂王朝（1375-1489年）
失国的莱翁五世继续使用“亚美尼亚国王”头衔，直到1393年去世，他的远房堂弟塞浦路斯国王雅克一世（二人都是于格三世的曾孙），直到1489年塞浦路斯王国灭亡，其国王都自称“塞浦路斯、耶路撒冷、亚美尼亚国王”。
- 莱翁五世，1375-1393年宣称，前亚美尼亚国王[33]。
- 塞浦路斯的雅克一世，1393年－1398年宣称，利奥五世的远房堂弟[33]。
- 塞浦路斯的雅努斯，1398年－1432年宣称，雅克一世之子
- 塞浦路斯的让二世，1432年－1458年宣称，雅努斯之子
- 賽普勒斯的夏洛特，1458年－1464年宣称，让二世之女
- 塞浦路斯的雅克二世，1464-1473年宣称，让二世之子
- 塞浦路斯的雅克三世，1473-1474年宣称，雅克二世之子
- 塞浦路斯的卡特琳娜·科纳罗[34]，1474-1489年宣称，雅克二世之妻，雅克三世之母。

1489年威尼斯共和国兼并了塞浦路斯王国，卡特琳娜被迫将其头衔与宣称权卖给威尼斯，其中包括对亚美尼亚的宣称，之后威尼斯有时会隐约提出对奇里乞亚乃至整个亚美尼亚的宣称。

### 萨伏伊王朝（1485-1946年）

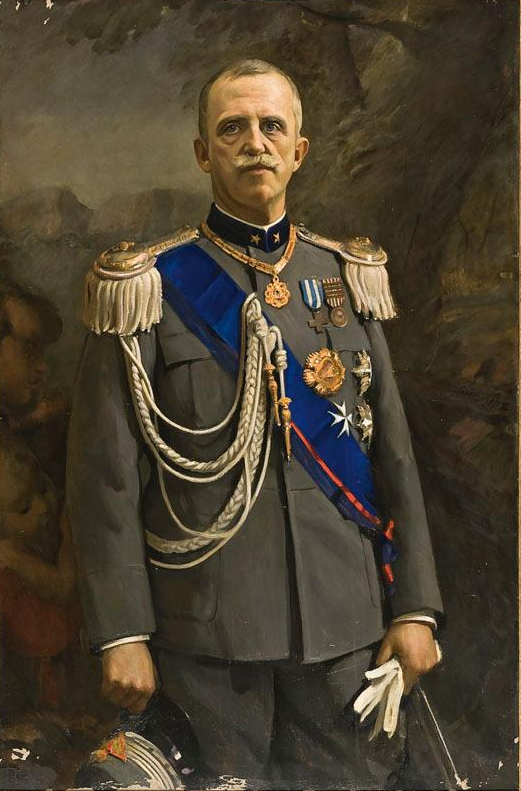
几个世纪以来，萨伏依家族一直享有“塞浦路斯、耶路撒冷和亚美尼亚之王”的称号。直到20世纪还在开始使用，例如意大利的维托里奥·埃马努埃莱三世（如图）

1458-1464年统治塞浦路斯的夏洛特于1464年被废黜，但她并未放弃对原有头衔的宣称权，1485年，夏洛特把她的宣称权让给表外甥萨伏伊公爵卡洛一世。由此，萨伏伊王朝常被视作塞浦路斯、亚美尼亚的吕西尼昂王朝的继承者。 几个世纪之后，其家族首领仍自称“塞浦路斯、耶路撒冷、亚美尼亚国王”，甚至在意大利王国建立后仍在使用，维托里奥·埃马努埃莱二世和维托里奥·埃马努埃莱三世都使用过这个头衔。
- 賽普勒斯的夏洛特，1465-1485年宣称，前塞浦路斯女王[36]。
- 萨伏伊公爵卡洛一世，1485-1490年宣称，夏洛特的表亲，获取其头衔宣称[36]。
- 萨伏伊公爵卡洛二世，1490-1496年宣称，卡洛一世之子。
- 萨伏伊公爵菲利波二世，1496–1497年宣称，卡洛一世的叔父。
- 萨伏伊公爵菲利贝托二世，1497-1504年宣称，菲利波二世之子。
- 萨伏伊公爵卡洛三世，1504-1553年宣称，菲利波二世之子。
- 萨伏伊公爵埃马努埃莱·菲利贝托，1553-1580年宣称，卡洛三世之子。
- 萨伏伊公爵卡洛·埃马努埃莱一世[37]，1580-1630年宣称，埃马努埃莱·菲利贝托之子。
- 萨伏依公爵维托里奥·阿梅迪奥一世，1630-1637年宣称，卡洛·埃马努埃莱一世之子。
- 萨伏伊公爵弗朗切斯科·贾钦托，1637-1638年宣称，维托里奥·阿梅迪奥一世之子。
- 萨伏伊公爵卡洛·埃马努埃莱二世，1638-1675年宣称，维托里奥·阿梅迪奥一世之子。
- 撒丁国王维托里奥·阿梅迪奥二世，1675-1730年宣称，卡洛·埃马努埃莱二世之子。
- 撒丁国王卡洛·埃马努埃莱三世，1730-1773年宣称，维托里奥·阿梅迪奥二世之子。
- 撒丁国王维托里奥·阿梅迪奥三世，1773-1796年宣称，卡洛·埃马努埃莱三世之子。
- 撒丁国王卡洛·埃马努埃莱四世，1796-1802年宣称，维托里奥·阿梅迪奥三世之子。
- 撒丁国王维托里奥·埃马努埃莱一世，1802-1821年宣称，维托里奥·阿梅迪奥三世之子。、
- 撒丁国王卡洛·费利切，1821-1831年宣称，维托里奥·阿梅迪奥三世之子。
- 撒丁国王卡洛·阿尔贝托，1831-1849年宣称，维托里奥·阿梅迪奥一世的玄孙。
- 意大利国王维托里奥·埃马努埃莱二世[38]， 1849–1878年宣称，卡洛·阿尔贝托之子。
- 意大利国王翁贝托一世，1878-1900年宣称，维托里奥·埃马努埃莱二世之子。
- 意大利国王维托里奥·埃马努埃莱三世[35]，1900–1946年宣称，翁贝托一世之子。
- 意大利国王翁贝托二世，1946年宣称，维托里奥·埃马努埃莱三世之子。